# Mine de Skorpion Zinc
 (mars 2025).
La mine de Skorpion Zinc est une mine à ciel ouvert de zinc située en Namibie dans la région de Karas. Elle a ouvert en 2003. Elle appartient à Vedanta Resources, depuis 2009, date de sa vente par Anglo American.